# Rotterdam Architectuur Maand
De Rotterdam Architectuur Maand (RA Maand) is een grootschalig evenement dat jaarlijks in de maand juni plaatsvindt in Rotterdam. De hele maand kunnen bezoekers allerlei lezingen, tours, films, festivals, tentoonstellingen en andere activiteiten over architectuur bezoeken, verspreid over tientallen locaties in Rotterdam. Activiteiten die plaatsvinden tijdens de RA Maand zijn onder andere de jaarlijkse Rotterdamse Dakendagen, de Dag van de Architectuur, Verborgen Tuinen en tours van UrbanGuides.
Elk jaar wordt een speciale plek in Rotterdam uitgekozen als centraal festivalhart. De parkeergarage onder het Kruisplein, het oude postkantoor POST op de Coolsingel en het dak van Het Nieuwe Instituut dienden al eens als festivalhart. De Rotterdam Architectuur Maand is een initiatief van AIR, Architectuur Instituut Rotterdam, Rotterdam Festivals en Rotterdam Partners.
In of rondom het festivalhart is jaarlijks ook een hoofdtentoonstelling te zien. In 2022 was dit de tentoonstelling '(T)Huis', ontworpen door Namelok. Deze tentoonstelling ging over de wooncrisis als een van de grootste bouwopgaven van het moment en liet 40 innovatieve plannen van kunstenaars, architecten en vernieuwers zien.
Het evenement is van grote waarde voor Rotterdam als architectuurstad. De RA Maand laat zien wat Rotterdam allemaal aan architectuur te bieden heeft. Alle architectuurinstellingen en vele cultuurinstellingen uit Rotterdam scharen zich achter dit initiatief, inmiddels zijn er ook activiteiten vanuit de onderwijssector. Er wordt een breed publiek bereikt, van architectuurexperts tot geïnteresseerde Rotterdammers en bezoekers uit andere plekken in binnen- en buitenland.

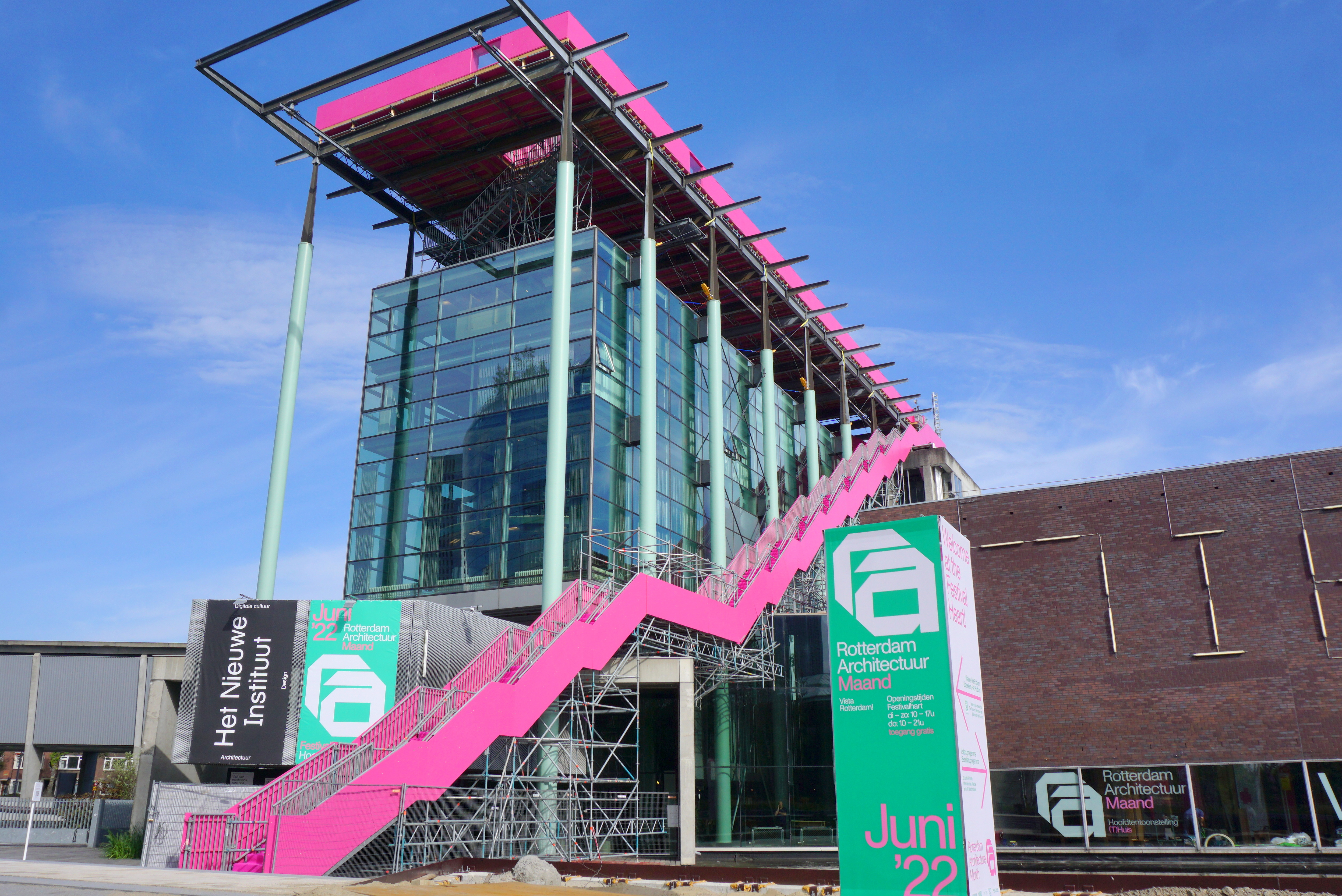
Het Podium op het dak van Het Nieuwe Instituut, Festivalhart van de Rotterdam Architectuur Maand '22.

## Geschiedenis
De RA Maand startte in 2016 met het samenbrengen en communiceren van een collectieve festivalkalender. Daarin werden alle architectuurgerelateerde evenementen samengebracht. Na drie succesvolle, maar relatief bescheiden edities werd het concept in 2019 naar een hoger plan getild met een centraal festivalhart in het postkantoor aan de Coolsingel. Deze editie met ruim 50 activiteiten trok 60.000 bezoekers. In 2022 was het festivalhart op het dak van Het Nieuwe Instituut en was de Rooftop Walk een van de hoogtepunten van deze zesde editie. In totaal trok de RA Maand in 2022 288.000 bezoekers uit binnen- en buitenland. De RA Maand laat bezoekers en inwoners jaarlijks vanuit verschillende perspectieven naar de stad kijken.

## Edities
- 2016 - Eerste editie - Met o.a. de Dag van de Architectuur, de Rotterdamse Dakendagen en ZigZagCity - Diverse locaties in Rotterdam [8]
- 2017 - Tweede editie - Diverse locaties en activiteiten in Rotterdam[9]
- 2018 - Derde editie - Diverse locaties en activiteiten in Rotterdam[10]
- 2019 - Vierde editie - Zoektocht naar de gelaagde stad - Festivalhart in POST aan de Coolsingel - Diverse activiteiten en locaties in Rotterdam [3]
- 2021 - Vijfde editie - De Onderstroom - Festivalhart in parkeergarage Kruisplein, ontworpen door Enzo Valerio - Diverse activiteiten en locaties in Rotterdam [11]
- 2022 - Zesde editie - Vista Rotterdam! - Festivalhart op het dak van Het Nieuwe Instituut, ontworpen door MVRDV - Diverse activiteiten en locaties in Rotterdam[2][12]
- 2023 - Zevende editie - Natte Stad | Liquid City - Drijvend festivalhart aan het water bij de Maashaven, concept ontworpen door Studio Marco Vermeulen - Diverse activiteiten en locaties in Rotterdam [13][14]